# Відшкодування збитків (фільм)
Відшкодування збитків (англ. Collateral Damage) — американський бойовик 2002 року, режисера Ендрю Девіса.
Через теракт 11 вересня прем'єра фільму була перенесена з 5 жовтня 2001 року на 8 лютого 2002 року.

## Сюжет
В одну мить Горді Брюер, рятувальник пожежної бригади Лос-Анджелеса, втрачає все найдорожче у своєму житті. Запізнюючись на зустріч з дружиною і сином, призначену в центрі міста, він виявляється свідком страшного вибуху бомби, який на його очах забирає життя рідних людей. За терактом стоїть один з лідерів колумбійських повстанців на прізвисько «Вовк», який очолює загони заколотників, що ведуть протягом декількох десятиліть громадянську війну в цій південноамериканській країні. Горді вирушає до спустошеної війною Колумбії, щоб знайти винного. Шанси на успіх невеликі й, найімовірніше, це може коштувати йому життя. Але Брюер найменше думає про наслідки. На вівтар справедливості він готовий покласти власне життя, адже втрачати йому більше нічого.

## У ролях
| Актор                | Роль                           |
| -------------------- | ------------------------------ |
| Арнольд Шварценеггер | Горді Брюер                    |
| Франческа Нері       | Селена Періні, дружина Клаудіо |
| Еліас Котеас         | Пітер Брандт                   |
| Кліфф Кертіс         | Клаудіо Періні                 |
| Джон Легвізамо       | Фелікс Рамірес                 |
| Джон Туртурро        | Шон Армстронг                  |
| Хсу Гарсіа           | Роман                          |
| Тайлер Поузі         | Мауро                          |
| Майкл Мілхоун        | Джек                           |
| Рік Ворсі            | Ронні                          |
| Реймонд Круз         | Джуніор                        |
| Ліндсі Фрост         | Енн Брюер                      |
| Етан Демф            | Метт Брюер                     |
| Хорхе Сепеда         | Роша                           |
| Мігель Сандовал      | Джо Фіппс                      |
| Гаррі Дж. Леннікс    | Дрей                           |
| Сальвадор Санчес     | розносчик                      |

## Саундтрек
| Список треків | Список треків          | Список треків |
| #             | Назва                  | Тривалість    |
| ------------- | ---------------------- | ------------- |
| 1.            | «Century City Bombing» | 4:25          |
| 2.            | «Remembering»          | 0:47          |
| 3.            | «The CIA»              | 2:01          |
| 4.            | «Journey to Columbia»  | 4:28          |
| 5.            | «The Roadblock»        | 3:35          |
| 6.            | «Journey Up-River»     | 3:11          |
| 7.            | «The Lone Wolf»        | 2:11          |
| 8.            | «Selena's Story»       | 1:32          |
| 9.            | «Village Massacre»     | 2:57          |
| 10.           | «On the Trail»         | 2:06          |
| 11.           | «Going Down»           | 2:26          |
| 12.           | «Subterranean Chase»   | 1:19          |
| 13.           | «End Game»             | 2:33          |
| 14.           | «It's Over»            | 1:48          |
| 35:19         |                        |               |